# مدفأة غازية

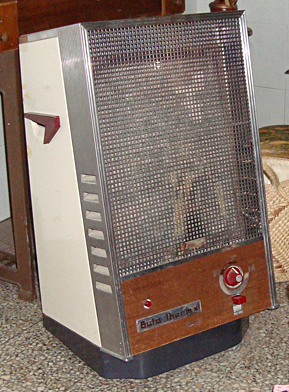
مدفأة غاز البترول المسال عمودية عديمة المدخنة من سبعينات القرن العشرين

المدفأة الغازية أو الصوبة الغازية هي مدفأة تستخدم لتسخين غرفة أو منطقة خارجية عن طريق حرق الغاز الطبيعي أو غاز البترول المسال أو البروبان أو البيوتان.
في الأماكن المغلقة سخانات الغاز المنزلية يمكن تصنيفها على نطاق واسع في واحدة من طريقتين: بمدخنة أو بدون مدخنة، وكذلك بتهوية أو بدون تهوية.

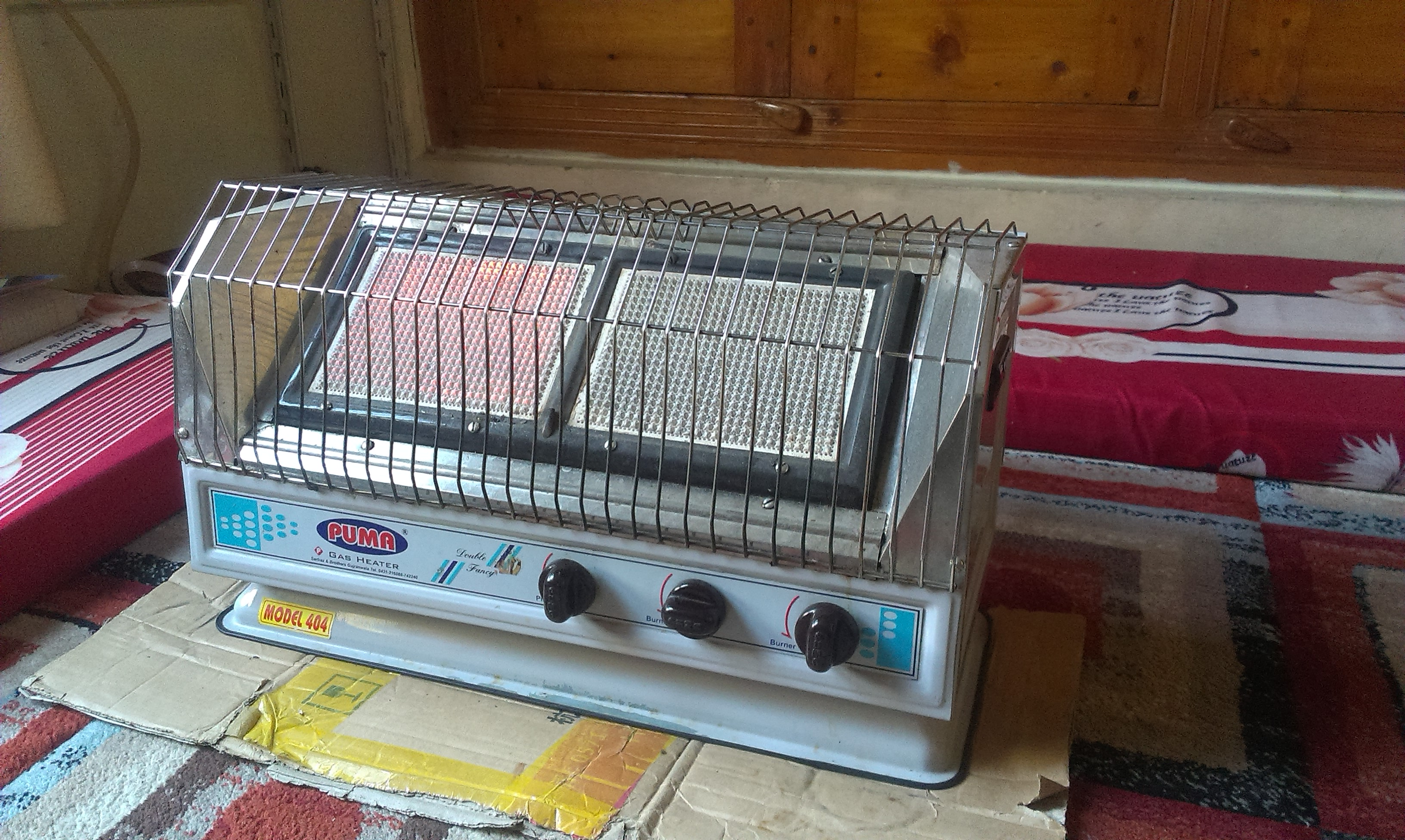
مثال آخر على مدفأة غاز بدون مدخنة تعمل بالغاز الطبيعي